# Hallicarnia
Hallicarnia är ett släkte av fjärilar. Hallicarnia ingår i familjen ädelspinnare.
Kladogram enligt Catalogue of Life:
| Hallicarnia | \| \| Hallicarnia albipectus \| \| \| \| \| \| Hallicarnia hamata \| \| \| \| |
|             | \| \| Hallicarnia albipectus \| \| \| \| \| \| Hallicarnia hamata \| \| \| \| |
|             | Hallicarnia albipectus                                                        |
|             |                                                                               |
|             | Hallicarnia hamata                                                            |
|             |                                                                               |